# Jeng Kirchen
Jeng Kirchen (Hostert, 13 de desembre de 1919 - Ciutat de Luxemburg, 30 de novembre de 2010) va ser un ciclista luxemburguès que fou professional entre el 1942 i 1953. En el seu palmarès destaquen dos Campionats de Luxemburg de carretera, el 1946 i 1951, dos campionat de Luxemburg de ciclocròs, el 1948 i 1952, i una victòria final a la Volta a Luxemburg, el 1952.

## Palmarès
- 1945
  - 1r de la Metz-Luxembourg
  - 1r del Critèrium del Ciclista complet
  - 1r del Gran Premi de Sanvignes
- 1946
  -  Campió de Luxemburg en ruta
  - 1r del Gran Premi Carrier a Barvaux-sur-Ourthe
  - 1r del Premi d'Hoschscheid
  - Vencedor d'una etapa de la Volta a Luxemburg
- 1947
  - 1r del Critèrium de Zuric
- 1948
  -  Campió de Luxemburg de ciclocròs
- 1949
  - 1r del Critèrium de Tielt
- 1950
  - 1r del Critèrium de Saint-Gall
- 1951
  -  Campió de Luxemburg en ruta
  - 1r del Tour de Lorena i vencedor d'una etapa
- 1952
  -  Campió de Luxemburg de ciclocròs
  - 1r de la Volta a Luxemburg i vencedor d'una etapa
  - Vencedor d'una etapa de la Volta a Alemanya

### Resultats al Tour de França
- 1947. 18è de la classificació general
- 1948. 5è de la classificació general
- 1949. 13è de la classificació general
- 1950. 5è de la classificació general

### Resultats al Giro d'Itàlia
- 1952. Abandona (11a etapa)